# Sekskussen
Een sekskussen is een stevig kussen dat in verschillende vormen en maten verkrijgbaar is. Sekskussens zouden helpen om comfortabel nieuwe seksposities en -hoeken uit te proberen en zijn niet bedoeld om mee te slapen, in tegenstelling tot gewone slaapkussens. Sekskussens zijn vaak stevig en gehoekt. Ze kunnen een diepere penetratie ondersteunen en zo zorgen voor een meer comfortabele en bevredigende seksuele ervaring.

## Geschiedenis
Naar verluidt werd door Nederlandse kolonisten in Azië een steunkussen ontwikkeld, die ze moest helpen om op een comfortabele manier de warme nachten door te komen. Dergelijke kussens werden “Dutch Wives” (‘Nederlandse vrouwen’) genoemd. Hoewel ze niet primair voor seks bedoeld waren zijn ze geëvolueerd in sekspoppen die nog altijd “Dutch Wives” worden genoemd in sommige landen.

## Toepassing
In tegenstelling tot slaapkussens of bankkussens, zijn sekskussens speciaal ontworpen om te ondersteunen bij verschillende seksuele posities. Ze kunnen een stevigere en stabielere basis vormen. Zo kunnen bijvoorbeeld pijnlijke gewrichten ontlast worden en kunnen meerdere lastige posities op een comfortabele manier aangenomen worden tijdens seks. Dit kan bijvoorbeeld voor een diepere penetratie zorgen en in het algeheel voor meer comfort zorgen. Sekskussens zijn meestal eenvoudig schoon te maken. De meeste sekskussens zijn gemaakt van traagschuim of zijn opblaasbaar, ze zijn waterresistent en wasbaar in de wasmachine.

## Nut
Sekskussens kunnen voor een goede ondersteuning zorgen voor mensen die last hebben van heup-, nek-, rug- of gewrichtspijn. Doordat de kussens generiek van vorm zijn, zijn ze veelzijdig in gebruik.
Tijdens orale seks of penetratie kan een sekskussen onder de heup worden gelegd. Enerzijds ter ondersteuning van de heupen, anderzijds om stimulatie van de clitoris eenvoudiger te maken. Het kan eveneens een oplossing bieden bij hoogteverschil tussen partners in bepaalde posities.
Wanneer een sekskussen onder de nek of het hoofd wordt gelegd, worden de spieren die het hoofd overeind houden ondersteund. Daarmee is het mogelijk het hoofd langer overeind te houden.
Ook de knieën kunnen ondersteund worden, door het sekskussen onder de knieën te leggen. Daarmee worden gevoelige kniegewrichten beter ondersteund, en is een positie waarbij de knieën de grond raken comfortabeler en langer vol te houden.

## Verschillende soorten sekskussens
Er zijn uiteenlopende typen sekskussens verkrijgbaar. Op hoofdlijnen zijn er drie soorten sekskussens te onderscheiden:

### Wedge-sekskussen
Wedge sekskussens zijn klein en driehoekig. Ze ondersteunen bij posities die de handen en knieën belasten. Ze zijn onder andere te gebruiken voor het liften van de dijbenen, knieën en heupen. Ook kunnen ze gebruikt worden ter ondersteuning van de armen en benen. Wedge-sekskussens kunnen ondersteuning bieden bij de missionarishouding, bij orale bevrediging en bij anale seks.

### Hellend sekskussen
Een hellend sekskussen wordt in het Engels ook wel een “ramp” of “wedge ramp” genoemd. Deze is qua vorm vergelijkbaar met het wedge-sekskussen. Een hellend sekskussen is echter een flink stuk groter en heeft een hellend verloop. Dit hellend verlopende vlak geeft een brede steun aan de rug. Door deze vorm wordt de druk op knieën en polsen in veel posities weggenomen, waardoor deze langer en comfortabeler uit te houden zijn.
Een hellend sekskussen wordt soms gecombineerd met een wedge-kussen, waardoor een grotere verscheidenheid aan mogelijkheden ontstaat.

### Mount-sekskussen
Een mount-sekskussen heeft de vorm van een gewoon kussen, maar is platter. Daarnaast heeft een mount-sekskussen vaak een plek waar seksattributen in geplaatst kunnen worden. Een mount-sekskussen biedt minder ondersteuning voor het lichaam dan een hellend sekskussen of een wedge, maar is vooral gericht op stimulatie met behulp van attributen.

## Populair gebruik
Een van de meest bekende modellen van het sekskussens, de Liberator Wedge en Ramp verschenen in de film Meet the Fockers uit 2004, waarin Rozalin Focker (gespeeld door Barbra Streisand) een seksualiteitsles geeft aan senioren.
De Liberator Ramp was te zien in de Coen Brothers' film Burn After Reading uit 2008. George Clooney's personage draagt het sekskussen tot aan zijn bed en later staart Brad Pitts personage, verstopt in de kast, een paar seconden met een verbaasde blik op zijn gezicht naar het kussen.
De Liberator Wedge kwam voor in een aflevering van Master of None, waarin Aziz Ansari's personage over het product zegt: "It's not a pillow, it's a firm wedge" wanneer hij zijn seksuele partner ervan probeert te overtuigen om het bij hem te gebruiken.
TikTok-gebruiker Sassy Red bracht het gebruik van kussens onder de heupen tijdens seks onder de aandacht van een groot publiek. Haar video, waarin zij uitlegt waarom een kussen een goede ondersteuning biedt tijdens seks, werd meer dan 26 miljoen keer bekeken en er werd aan gerefereerd als de ‘sex pillow hack’.